# تایگر وودز
الدریک تونت "تایگر" وودز (به انگلیسی: Eldrick Tont "Tiger" Woods) (زاده ۳۰ دسامبر ۱۹۷۵ در کیپرس، کالیفرنیا) گلف‌باز حرفه‌ای اهل ایالات متحده آمریکا است که در میان موفق‌ترین گلف‌بازان همه تاریخ است. او برای چندین سال جزو ورزشکارانی بوده که بالاترین درآمد را داشته‌اند.

## آغاز زندگی
تایگر وودز در ۳۰ دسامبر ۱۹۷۵ در کیپرس، کالیفرنیا زاده و در شهرستان اورنج، کالیفرنیا بزرگ شد. پدر او، اِرل وودز، سرهنگ دوم نیروهای مسلح ایالات متحده آمریکا با پیشینه نژادی آفریقایی-آمریکایی، چینی و بومیان آمریکا بود. مادرش کولتیدا نیز تبار تایلندی، چینی و هلندی دارد.
ارل یک گلف باز آماتور بود و همچنین یکی از نخستین بازیکنان بیسبال کالج آفریقایی-آمریکایی در دانشگاه ایالتی کانزاس بود. پدر تایگر، عضو ارتش بود لذا تایگر می‌توانست در زمین گلف فرودگاه صحرایی لوس آلامیتوس ارتش در لوس آلامیتوس، کالیفرنیا بازی و تمرین کند.
تایگر وودز از ۱۰ ماهگی با توپ، آشنا شد و پدرش خیلی زود، توانایی او را دریافت. بنابراین برای او وسایل بازی گلف خرید و خود، به آموزش تایگر پرداخت. در سال ۱۹۷۸ توانایی تایگر وودز به جایی رسید که به یک برنامه تلویزیونی دعوت شد و استعداد خود را در کنار باب هوپ نشان داد. او چند ماه پس از این برنامه، برنده رقابت‌های قهرمانی زیر ۱۰ سال شد و تا سال ۱۹۹۶ (میلادی) و حرفه‌ای شدن، شش بار قهرمانی مسابقات ملی یو‌اس‌جی‌ای و سه بار پیاپی قهرمانی گلف آماتور آمریکا را بدست آورد.

## زندگی حرفه‌ای

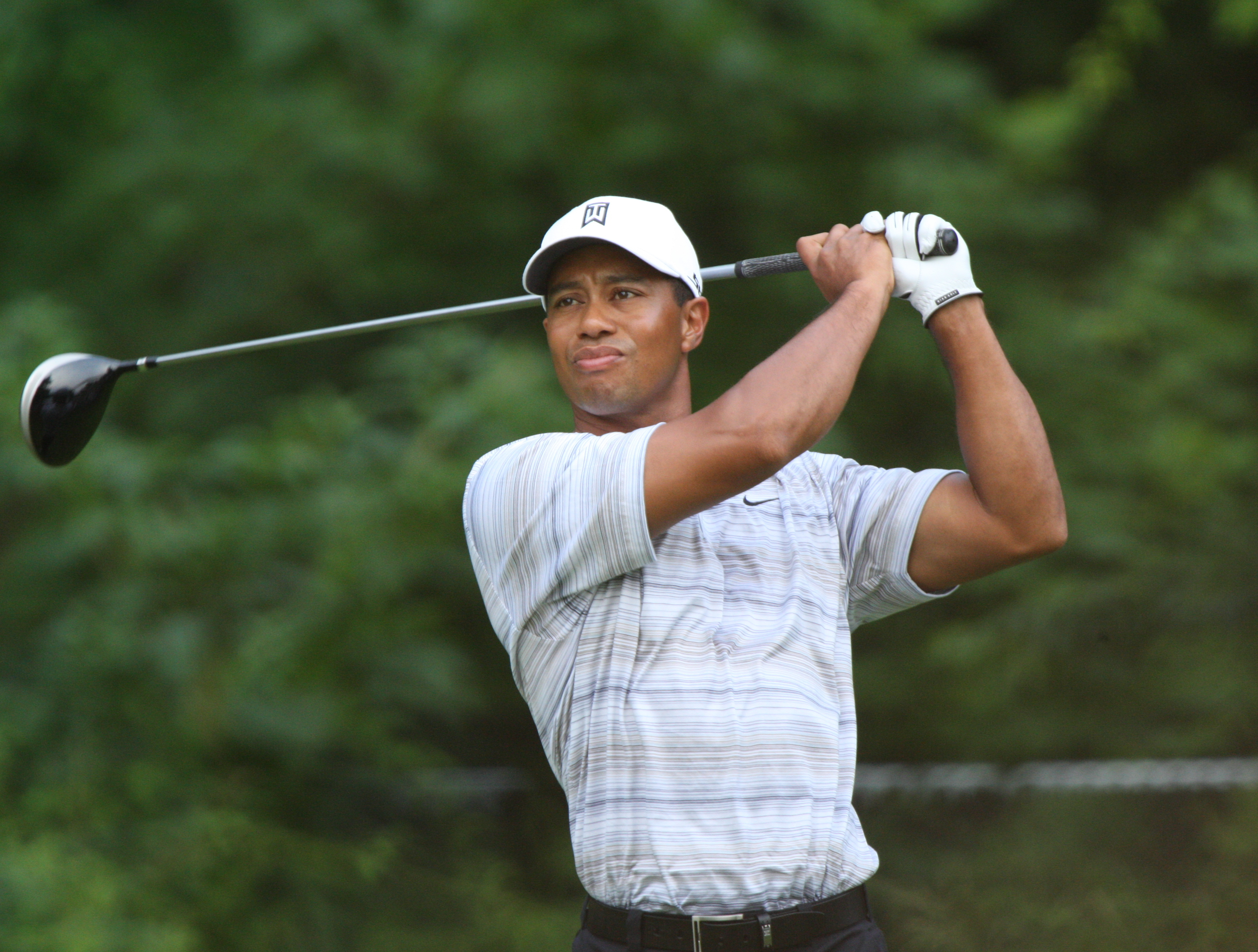
تایگر وودز در سال ۲۰۰۷

در سال ۱۹۹۷ (میلادی) تایگر وودز با قهرمانی در مسابقات مسترز، نخستین عنوان قهرمانی حرفه‌ای خود را بدست آورد. او با این پیروزی، جوان‌ترین و نخستین بازیکن رنگین‌پوست این مسابقات شد و همچنین جوان‌ترین بازیکنی شد که تا آن هنگام در جایگاه بالاترین‌های رده‌بندی گلف جهان قرار گرفته بود. تا سال ۲۰۰۸ تایگر وودز ۱۴بار قهرمانی تورنمنت‌های بزرگ گلف را بدست آورده و همچنین رکورد ۸۲ قهرمانی در گرند‌اسلم‌های گلف را از آن خود کرده بود. او برای رسیدن به جایگاه جک نیکلاس (پرافتخارترین گلف‌باز تاریخ) تنها به سه قهرمانی در تورنمنت‌های مهم نیاز داشت.
با بدست آوردن قهرمانی‌های بی‌شمار، شرکت‌های زیادی از جمله، نایکی و تایتلیست پشتیبان مالی او شدند. به نوشته مجله فوربز، درآمد تایگر وودز از قراردادهای تجاری تا سال ۲۰۲۰ نزدیک به یک‌ونیم میلیارد دلار آمریکا بوده است.

## افول در زندگی شخصی

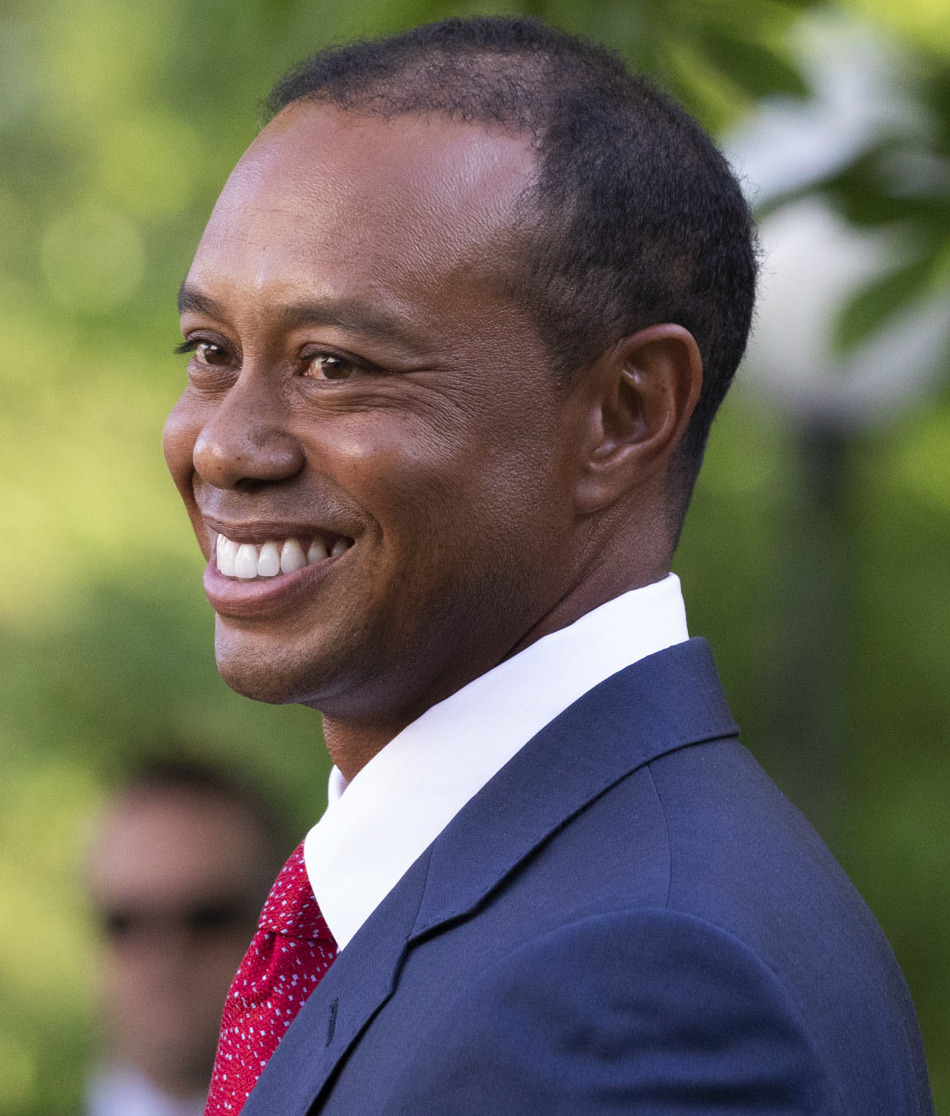
تایگر وودز

تایگر وودز در سال ۲۰۰۴ با الین نوردگرن ازدواج کرد. آنها دارای یک فرزند دختر به نام سَم زاده سال ۲۰۰۷ و یک فرزند پسر به نام چارلی زاده سال ۲۰۰۹ هستند.
در نوامبر ۲۰۰۹ تایگر وودز با خودروی خود، نخست به یک شیر آتش‌نشانی کوبید و بعد منحرف شد و به درخت همسایه‌اش برخورد کرد. در پی این رخداد، آشکار شد که تایگر با زنان زیادی، از جمله با برخی از هنرپیشگان فیلم‌های پورنوگرافی مانند جاسلین جیمز آمیزش جنسی داشته است. تایگر وودز و الین در اوت ۲۰۱۰ به صورت توافقی از یکدیگر جدا شدند.
او برای مدتی، دست از بازی گلف کشید و در فوریه ۲۰۱۰ در یک برنامه کوتاه تلویزیونی به اعتیاد به سکس اعتراف کرد و از رفتار نادرست خود، پوزش خواست.
پس از آن، تایگر وودز گاهی با لیندزی وان رابطه داشت و سپس رابطه‌ای طولانی مدتی با اریکا هرمن، مدیرکل رستورانش در فلوریدا برقرار کرد.
وودز در سال‌های ۲۰۱۴ و ۲۰۱۷ عمل جراحی دیسککتومی را انجام داد که به او اجازه می‌داد بار دیگر گلف حرفه‌ای را دنبال کند.

## بازگشت
تایگر وودز در سال ۲۰۱۹ بار دیگر به رقابت‌های حرفه‌ای بازگشت و قهرمان مسترز اوگوستا شد.

## نژاد پرستی
تایگر وودز در سال ۱۹۹۷ در مصاحبه با اپرا وینفری گفت این که مردم او را آفریقایی-آمریکایی می‌نامند آزارش می‌دهد. او گفت: «هرچه بزرگ‌تر شدم بیشتر به این رسیدم که من "کابلیناژن" هستم». تایگر وودز این واژه را برای اشاره به تبار قفقازی، سیاه، بومی آمریکا و آسیایی خود ابداع کرد.
از آنجا که به‌طور سنتی سفیدپوستان متعلق به طبقه متوسط به ورزش گلف می‌پردازند، تایگر وودز در کتاب خود که سال ۲۰۱۷ منتشر شد در مورد نخستین قهرمانی‌اش در رقابت‌های مسترز نوشت امیدوار بوده قهرمانی‌اش راه را برای اقلیت‌ها هموار کند.